# Jennie Jerome
Jennie Jerome (Cobble Hill, Nova Iorque, 9 de janeiro de 1854 — Londres, 9 de junho de 1921) foi uma "princesa do dólar americano" (American dollar princess). Era filha do rico acionista Leonard Jerome e mãe do ex-primeiro-ministro britânico Sir Winston Churchill. Casou-se três vezes, em primeiras núpcias com Lorde Randolph Churchill, em segundas núpcias com o Major George Cornwallis-West, e, por fim, com Montagu Porch.
Sua irmã acreditava que o pai de seu segundo filho, John, irmão de Churchill, não era o marido dela, senão que o visconde de Falmouth (Evelyn Boscawen). Acredita-se que Jennie tenha tido muitos outros amantes durante seu casamento. Entre eles, Karl Kinsky, o rei Milan I da Sérvia e o filho mais velho do ex-chanceler alemão Otto Von Bismarck, Herbert. Quando o pai de Churchill morreu, em 1900, ela se casou com George Cornwallis-West, capitão das Guardas Escocesas e que tinha, à época, a mesma idade que seu filho mais velho Winston. Em 1918, já divorciada, se casou de novo, desta vez, com Montagu Phippen Porch, funcionário civil do Império Britânico na Nigéria e três anos mais novo do que Churchill.